# Padlásdarázs
A padlásdarázs (Polistes nimpha) a rovarok (Insecta) osztályának hártyásszárnyúak (Hymenoptera) rendjébe, ezen belül a fullánkosdarázs-alkatúak (Apocrita) alrendjébe és a redősszárnyú darazsak (Vespidae) családjába tartozó faj.

## Előfordulása
A padlásdarázs Európa mérsékelt övi részein található meg.

## Megjelenése
A padlásdarázs utolsó potrohszelvény alsó oldala (a haslemez) fekete. A rovar csápostora felül fekete vagy pirosas.

## Életmódja
A padlásdarázs ragadozó életmódot folytat, kis rovarokra és pókokra vadászik. Az elpusztított zsákmányt szétrágva tömör golyóvá dolgozzák össze. Ezeket szállítják a fészekhez, velük táplálják a királynőt és a lárvákat. A virágokat is gyakran felkeresik, ahol nektárt szívnak. Ősszel a túlérett gyümölcsökön lakmároznak.

## Szaporodása
A padlásdarázs fészkei világos színűek, és többnyire világos helyen: közvetlenül a talaj fölött, növények szárán, kerítésoszlopon, házak falán, igen gyakran azonban padlásokon készül. Röviddel peterakás után a legerősebb nőstény fogyasztani kezdi a többiek petéit mindaddig, míg végül ezek a nőstények már csak mint dolgozók tevékenykednek. Ha a legerősebb nőstény elpusztul, egy másik lép a helyébe. A padlásdarázs szabályozni tudja a hőmérsékletet a fészek belsejében: nagy melegben vizet hoznak, azt a lépre permetezik és legyezgetik, hogy elpárologjon. Az így bekövetkező hőmérséklet-csökkenés a fészek belsejére is kihat. Hidegben az állatok úgy gondoskodnak magasabb hőmérsékletről, hogy fokozzák szervezetük égési folyamatait.

## Rokon fajok
A padlásdarázs közeli rokona a sárgafoltos papírdarázs (Polistes gallicus).